# Шлаг
Шлаг (од немачког глагола schlagen — „ударати”) је намирница која се добија „ударањем” (мешањем) беланаца са шећером, шлаг креме или слатке павлаке. Данас се може купити и готов шлаг било замрзнут или у облику спреја у боци. Шлаг је посластица која се може користити као самостални десерт или као додатак кафи, воћним салатама, као и за украшавање торти и колача.

## Начин припреме
Слатка павлака обично има 36-45% млечне масти, која тучењем, односно мућењем повећава своју запремину, јер се ваздух веже за честице млечне масти. Шлаг се мути помоћ електричног или ручног миксера.
Како би се добио лагани шлаг што веће запремине, у посуду за мућење треба улити охлађену слатку павлаку. Пре мућења треба додати мало соли како би се убрзала трансформација слатке павлаке у шлаг додати шећера у праху према укусу. Када шлаг достигне жељену запремину може се ароматизовати како би се добио жељени укус додавањем ваниле, цимета у праху, отопљене чоколаде, уситњеног препрженог лешника, ораха, бадема или неког другог зачина.

## Историја употребе шлага
Шлаг је постао популаран још у 16. веку, што је познато из списа које су оставили Кристифоро ди Месизбуњо (Ферара, 1549) у књизи Libro novo nel qual s'insegna a far d'ogni sorte di vivanda, папин кувар Бартоломео Скапи (Рим, 1570) у књизи Opera di Bartolomeo Scappi M. dell'arte del cucinare, con laquale si può .. и Ланселот де Касто у књизи Ouverture de Cuisine (Лијеж, 1604). Они су користили термин „млечни снег”. Са италијанских и француских дворова шлаг се као посластица проширио у Европи и целом свету до почетка 19. века, због чега су га називали „дворска крема”.